# The Punisher (1989)
The Punisher (bra: O Justiceiro; prt: Fúria Silenciosa) é um filme estadunidense e australiano de 1989. Baseado nesse personagem da Marvel Comics, em 2004 foi produzido uma nova versão do mesmo nome.

## Sinopse
Desde que sua mulher e suas filhas foram mortas por criminosos em um atentado, o ex-policial Frank Castle resolve se vingar de tudo e todos. Revoltado com as falhas da lei (e sabendo que os criminosos que mataram sua família ainda continuavam soltos), ele decide iniciar uma guerra solitária contra o crime organizado (e também a fazer justiça com as próprias mãos). Morando nos esgotos, Castle passa a agir como juiz e carrasco dos criminosos locais (que vão sendo, um por um, impiedosamente eliminados). A polícia fica em pânico devido às misteriosas e inexplicáveis mortes desses mesmos criminosos. Um dia, seu ex-parceiro (o tenente Jake Berkowitz) o reencontra, e, juntos, terão que a enfrentar a máfia japonesa que pretende ocupar o lugar vago da última organização criminosa que dominava a cidade.

## Elenco
| Ator / Atriz      | Personagem                           |
| ----------------- | ------------------------------------ |
| Dolph Lundgren    | Frank Castle / Punisher              |
| Louis Gossett Jr. | Tenente Jake Berkowitz               |
| Jeroen Krabbé     | Gianni Franco                        |
| Kim Miyori        | Lady Tanaka                          |
| Bryan Marshall    | Dino Moretti                         |
| Nancy Everhard    | Detetive Sam Leary                   |
| Barry Otto        | Shake (beberrão amigo do Justiceiro) |
| Brian Rooney      | Tommy Franco                         |
| Zoshka Mizak      | Filha adotiva de Lady Tanaka         |
| Kenji Yamaki      | Sato                                 |
| Hirofumi Kanayama | Tomio                                |
| Larry McCormick   | Apresentador do telejornal           |
| May Lloyd         | Julie Castle                         |
| Holly Rogers      | Felice Castle                        |
| Brooke Anderson   | Annie Castle                         |
| Christian Manon   | Líder do navio francês               |
| Char Fontane      | Repórter Laurie Silvers              |
| Chris Hession     | Motorista do ônibus                  |
| Brendan Gleeson   | Guarda da prisão                     |
| Jade Gatt         | Jovem Tommy (não creditado)          |